# Tomasz Żyro
Tomasz Żyro (ur. 1955 w Warszawie) – polski politolog, profesor nauk humanistycznych, nauczyciel akademicki Wydziału Nauk Politycznych i Studiów Międzynarodowych Uniwersytetu Warszawskiego i innych uczelni.

## Życiorys
Ukończył studia na Wydziale Dziennikarstwa i Nauk Politycznych Uniwersytetu Warszawskiego. W 1986 obronił na tym wydziale rozprawę doktorską pt. Myślenie utopijne w amerykańskiej tradycji i współczesności społeczno-politycznej. W 2002 na podstawie dorobku naukowego oraz monografii Ideologia Americana. U źródeł przekonań politycznych nadano mu na Wydziale Dziennikarstwa i Nauk Politycznych UW stopień naukowy doktora habilitowanego. W 2009 nadano mu tytuł profesora nauk humanistycznych.
W latach 1987–1989 był redaktorem PWN. W 1989 został stypendystą Fundacji Kościuszkowskiej. W 1990 i 1991 w Committee on Social Thought (Chicago University). Od 1992 do 1995 był dyrektorem programowym fundacji – Instytut Polityczny. W 1995 konsultant dla Center for Strategic and International Studies (Washington, D.C.). 
W wyborach samorządowych w 1998 bezskutecznie ubiegał się o mandat radnego sejmiku mazowieckiego z listy komitetu Rodzina Polska.
Po powrocie do pracy naukowej od 1997 pracownik Instytutu Nauk Politycznych Wydziału Dziennikarstwa i Nauk Politycznych, od 2016 w ramach Wydziału Nauk Politycznych i Studiów Międzynarodowych. Od 2019, po likwidacji INP, w Katedrze Historii Politycznej WNPiSM. Od 2019, po likwidacji INP, w Katedrze Teorii Polityki i Mysli Politycznej WNPiSM.
Był też wykładowcą na Uniwersytecie Kardynała Stefana Wyszyńskiego w Warszawie oraz na Wydziale Nauk Humanistycznych i Społecznych SWPS w Warszawie. W latach 2017–2018 Dziekan Wydziału Bezpieczeństwa Narodowego Akademii Sztuki Wojennej.

## Ważniejsze publikacje
- Boża plantacja. Historia utopii amerykańskiej, PWN, Warszawa 1992
- Od Waszyngtona do Clintona, red. Tomasz Żyro i inni, Instytut Polityczny, Warszawa 1994
- Ideologia Americana, Łośgraf, Warszawa 2002
- Politeja. Wprowadzenie do polityki, Wydawnictwo Arche, Gdańsk 2002
- Anarchiści wobec utopii, Wydawnictwo "BIA", Bystra 2006
- Wstęp do politologii, Wydawnictwo Naukowe PWN, Warszawa 2007
- Wola polityczna, Wydawnictwa Akademickie i Profesjonalne, Warszawa 2008